# ویلیام لیپسکام
ویلیام لیپسکام (به انگلیسی: William Nunn Lipscomb, Jr.) (زاده ۹ دسامبر ۱۹۱۹ – درگذشته ۱۴ آوریل ۲۰۱۱)
شیمیدان امریکایی بود که در سال ۱۹۷۶ «به خاطر مطالعاتش بر روی ساختار مشکلات نورزایی "بوران"های ترکیبات شیمیایی» موفق به دریافت جایزه نوبل شیمی شد.